# Christian Baha
Christian Josef Baha (* 30. Oktober 1968 in Wien) ist ein österreichischer Unternehmer. Er ist Alleineigentümer der Investmentgesellschaft Superfund, die er gemeinsam mit Christian Halper gegründet hatte.

## Werdegang
Christian Baha wuchs in einfachen Verhältnissen auf. Seine Mutter starb an Leukämie, als er dreizehn Jahre alt war.
Seine erste berufliche Tätigkeit ist widersprüchlich belegt: Laut einer Quelle arbeitete er zehn Jahre als Polizist, nach anderer Quelle war er nach seiner Ausbildung zum Polizisten nur drei Jahre Angehöriger der Wiener Sicherheitswache. Parallel dazu absolvierte er die Abendmatura und begann anschließend das Studium der Betriebswirtschaftslehre an der Universität Wien ohne regulären Studienabschluss.
In dieser Zeit arbeitete Christian Baha eng mit Christian Halper zusammen.

### Karriere
Anfang der 1990er-Jahre traf er den Elektrotechniker Christian Halper, der eine Software entwickelt hatte, um Teletext-Börsendaten auszulesen und am Computer zu verarbeiten (TeleChart, später TeleTrader).
Ab 1995 baute Christian Baha mit Christian Halper die Investmentgruppe „Quadriga“ auf, die seit 2003 unter dem Namen Superfund weltweit agiert. Das Hauptquartier liegt in der Marc-Aurel-Straße in Wien. Mit dem Start der Quadriga Beteiligungs- und Vermögens-AG wurde der erste Managed-Futures-Fonds für Privatinvestoren in Österreich aufgelegt.
1999 übernahm Baha das 1991 von Josef Holzer gegründete Unternehmen TeleTrader Software und richtete es auf die Archivierung und Visualisierung von Realtime-Produkten aus. 2021 hat er den Namen der Firma auf baha – the information company geändert.
Die allgemeine Wirtschaftsrezession zwang das Superfund-Unternehmen 2009 zu Umstrukturierungen, wobei vor allem durch Büroschließungen und Entlassungen von Mitarbeitern Kosten reduziert wurden. 2010 konnte wieder die Gewinnschwelle erreicht werden. Mit Herbst 2010 übernahm Baha sämtliche Superfund-Anteile seines Geschäftspartners Halper, der jedoch als Berater und Investor weiter mit an Bord blieb.
2009 wurde auf Bahas Initiative das Bio-Restaurant Supergood in Berlin eröffnet, das 2012 auch in Österreich etabliert werden sollte.

### Sponsoring
Superfund sponserte die Sportler Sybille Bammer, Mirna Jukić und Bode Miller.
Außerdem wurde von 2002/03 bis 2006/07 die Fußballmannschaft FC Superfund Pasching und von Juli 2008 bis zum Ende der Saison 2010/11 die Fußballmannschaft Kapfenberger Sportvereinigung Superfund finanziell unterstützt.
Christian Baha hat auch als Sponsor finanzielle Mittel für den Umbau von Arnold Schwarzeneggers im Stile des Biedermeiers erbauten Geburtshaus in Thal zum Schwarzenegger-Museum zur Verfügung gestellt, das am 30. Juli 2011 nach mehrjähriger Verzögerung mit einem Soft Opening eingeweiht werden konnte.

### Privatvermögen
Im Frühjahr 2007 kaufte Christian Baha Schloss Sonnenberg im Thurgau und den dazugehörigen Gutsbetrieb mit circa 150 ha Ackerland, Grünland, Wald und Weingütern. Daraus sollte ein Wohnsitz für die Familie samt Reiterhof und Bio-Musterbetrieb entstehen. Nach Schwierigkeiten mit der Denkmalpflege und Auseinandersetzungen mit den Gewerkschaften dauerte der Umbau allerdings 2023 immer noch an.
Schon 2004 kaufte Baha Schloss Frohsdorf in Wiener Neustadt und ließ dort Gold- und Silbermünzen im Wert von rund 3,5 Millionen Euro einbetonieren. Vom Versteck wussten nur wenige enge Mitarbeiter, darunter der spätere Geschäftsführer der Schloss & Gut Sonnenberg AG. Dieser stahl den Schatz mit einem Komplizen. Er flog 2016 auf, als er die Münzen verkaufen wollte.
Baha ist zudem Eigentümer von Bio-Farmen in Südfrankreich und Neuseeland.

### Privatleben
Christian Baha führt seit 2009 eine Beziehung mit der ehemaligen österreichischen Leichtathletin Stephanie Graf (* 1973). Er hat mit Graf zwei gemeinsame Töchter (* 2010, * 2012) sowie einen Sohn (* 2003) aus einer früheren Beziehung.
Baha ist mit dem Regisseur Oliver Stone befreundet und erhielt dadurch die Gelegenheit, in zwei Hollywoodfilmen mitzuspielen. In Wall Street: Geld schläft nicht spielte er einen Hedge-Fonds-Chef und in Transformers 3 einen bösen Assistenten. 2012 wirkte er zudem in Kevin Carraways 7 Below – Haus der dunklen Seelen als Dr. Lipski und im Thriller Savages, einer weiteren Produktion von Oliver Stone, als DEA-Agent mit.
Des Weiteren ist er seit Jahren als Fernseh- und Filmproduzent tätig, so unter anderem bei den Women’s World Awards 2006 und 2009, den Save the World Awards 2009 und bei Eugenio Miras 2013 veröffentlichtem Mystery-Thriller Grand Piano – Symphonie der Angst.
Baha lebt in Monaco und hat weitere Wohnsitze in New York City, Los Angeles und in Costa Rica.

## Filmografie
- 2010: Wall Street: Geld schläft nicht (Wall Street: Money Never Sleeps)
- 2011: Transformers 3 (Transformers: Dark of the Moon)
- 2012: 7 Below – Haus der dunklen Seelen (Seven Below)
- 2012: Savages